# Deutsche Leichtathletik-Hallenmeisterschaften 2008
Die 55. Deutschen Leichtathletik-Hallenmeisterschaften fanden vom 23. bis 24. Februar 2008 in Sindelfingen statt. Zum dreizehnten Mal war Sindelfingen Gastgeber. Die Wettbewerbe wurden im Glaspalast Sindelfingen im Westen des Ortes ausgetragen, wo Colin Jackson 1994 in 7,3 s den 2008 gültigen Weltrekord über 60 Meter Hürden der Männer aufgestellt hatte.

## Ausgelagerte Wettbewerbe
Die 3 × 1000-m-Staffel der Männer wurde im Rahmen der Deutschen Jugendhallenmeisterschaften am 17. Februar in Düsseldorf ausgetragen.

## Medaillengewinner

### Männer
| Disziplin      | Gold                                                                                    | Leistung     | Silber                                                                                   | Leistung     | Bronze                                                                         | Leistung     |
| -------------- | --------------------------------------------------------------------------------------- | ------------ | ---------------------------------------------------------------------------------------- | ------------ | ------------------------------------------------------------------------------ | ------------ |
| 60 m           | Tobias Unger (LAZ Salamander Kornwestheim-Ludwigsburg)                                  | 6,62 s       | Marius Broening (LAV Tübingen)                                                           | 6,64 s       | Ronny Ostwald (TV Wattenscheid 01)                                             | 6,65 s       |
| 200 m          | Stefan Kuhlee (LG Eintracht Frankfurt)                                                  | 21,00 s      | Alexander Kosenkow (TV Wattenscheid 01)                                                  | 21,15 s      | Tobias Unger (LAZ Salamander Kornwestheim-Ludwigsburg)                         | 21,19 s      |
| 400 m          | Ingo Schultz (TSV Bayer 04 Leverkusen)                                                  | 47,29 s      | Falco Lausecker (LG Eintracht Frankfurt)                                                 | 47,32 s      | Miguel Rigau (LG ASV / DSHS Köln)                                              | 47,87 s      |
| 800 m          | Robin Schembera (TSV Bayer 04 Leverkusen)                                               | 1:49,20 min  | Nils Schumann (Erfurter LAC)                                                             | 1:49,73 min  | Steffen Co (LG Olympia Dortmund)                                               | 1:49,86 min  |
| 1500 m         | Carsten Schlangen (LG Nord Berlin)                                                      | 3:38,47 min  | Christoph Lohse (TV Wattenscheid 01)                                                     | 3:39,60 min  | Stefan Eberhardt (LC Erfurt)                                                   | 3:44,17 min  |
| 3000 m         | Jan Fitschen (TV Wattenscheid 01)                                                       | 7:54,43 min  | Arne Gabius (LAV Tübingen)                                                               | 7:58,32 min  | Filmon Ghirmai (LAV Tübingen)                                                  | 8:00,44 min  |
| 60 m Hürden    | Thomas Blaschek (LAZ Leipzig)                                                           | 7,58 s       | Erik Balnuweit (LAZ Leipzig)                                                             | 7,68 s       | Alexander John (LAZ Leipzig)                                                   | 7,70 s       |
| 4 × 200 m      | TV Wattenscheid 01Alexander Kosenkow, Julian Reus Jan-Christopher Schulte Ronny Ostwald | 1:24,85 min  | TSV Friedberg-FauerbachTill Helmke Nils Müller Florian Schwalm Michael Weber             | 1:25,78 min  | SC CharlottenburgLucas Jakubczyk Robert Thier Sven Buggel George Petzold       | 1:26,80 min  |
| 4 × 400 m      | TSV Bayer 04 LeverkusenJannik Engel Ingo Schultz Tim Schwarzmeier Robin Schembera       | 3:11,26 min  | TSV Friedberg-FauerbachNiklas Zender Lars Birger Hense Florian Schwalm Sebastian Schäfer | 3:12,82 min  | LG ASV / DSHS KölnMiguel Rigau Christoph Lindlein Torben Bieler Marius Piwonka | 3:14,87 min  |
| 3 × 1000 m     | LG Nord BerlinJonas Stifel Franek Haschke Carsten Schlangen                             | 7:08,16 min  | TV Wattenscheid 01Ruben Schwarz Thorben Grothaus Christoph Lohse                         | 7:09,30 min  | LC ErfurtMarcus Schöfisch Andreas Freimann Georg Eberhardt                     | 7:11,49 min  |
| 5000 m Gehen   | André Höhne (SC Charlottenburg)                                                         | 19:35,87 min | Hannes Tonat (Erfurter LAC)                                                              | 20:13,61 min | Christopher Linke (SC Potsdam)                                                 | 20:39,91 min |
| Hochsprung     | Eike Onnen (LG Hannover)                                                                | 2,28 m       | Raúl Spank (Dresdner SC)                                                                 | 2,25 m       | Martin Günther (LG Eintracht Frankfurt)                                        | 2,18 m       |
| Stabhochsprung | Tim Lobinger (LG Stadtwerke München)                                                    | 5,80 m       | Danny Ecker (TSV Bayer 04 Leverkusen)                                                    | 5,80 m       | Fabian Schulze (LAZ Salamander Kornwestheim-Ludwigsburg)                       | 5,65 m       |
| Weitsprung     | Christoph Stolz (VfL Wolfsburg)                                                         | 7,91 m       | Peter Rapp (LAV Tübingen)                                                                | 7,89 m       | Kofi Amoah Prah (LG Nike Berlin)                                               | 7,81 m       |
| Dreisprung     | Charles Friedek (Team ReferenzNetzwerk Leverkusen)                                      | 16,44 m      | Andreas Pohle (ASV Erfurt)                                                               | 16,14 m      | Daniel Kohle (LG Ratio Münster)                                                | 16,10 m      |
| Kugelstoßen    | Peter Sack (LAZ Leipzig)                                                                | 20,23 m      | Detlef Bock (TV Wattenscheid 01)                                                         | 19,39 m      | Andy Dittmar (LG Ohra-Hörselgas)                                               | 18,60 m      |
| Siebenkampf    | Jacob Minah (LG Göttingen)                                                              | 5478 Punkte  | Steffen Kahlert (TuS Wunstorf)                                                           | 5643 Punkte  | Matthias Prey (Hamburger SV)                                                   | 5591 Punkte  |

### Frauen
| Disziplin      | Gold                                                                                      | Leistung     | Silber                                                                      | Leistung     | Bronze                                                                   | Leistung     |
| -------------- | ----------------------------------------------------------------------------------------- | ------------ | --------------------------------------------------------------------------- | ------------ | ------------------------------------------------------------------------ | ------------ |
| 60 m           | Verena Sailer (LAC Quelle)                                                                | 7,23 s       | Anja Wurm (LAC Quelle)                                                      | 7,36 s       | Marion Wagner (USC Mainz)                                                | 7,37 s       |
| 200 m          | Katharina Naumann (LG Stadtwerke München)                                                 | 23,87 s      | Mareike Peters (TSV Bayer 04 Leverkusen)                                    | 23,94 s      | Maike Dix (LG Olympia Dortmund)                                          | 23,96 s      |
| 400 m          | Claudia Marx (Erfurter LAC)                                                               | 53,67 s      | Jonna Tilgner (Bremer LT)                                                   | 53,89 s      | Wiebke Ullmann (TSV Friedberg-Fauerbach)                                 | 54,03 s      |
| 800 m          | Monika Gradzki (TV Wattenscheid 01)                                                       | 2:06,96 min  | Katrin Trauth (SC Potsdam)                                                  | 2:07,14 min  | Jana Hartmann (LG Olympia Dortmund)                                      | 2:07,39 min  |
| 1500 m         | Antje Möldner (SC Potsdam)                                                                | 4:22,24 min  | Denise Krebs (TV Wattenscheid 01)                                           | 4:22,99 min  | Julia Börner (LAC Erdgas Chemnitz)                                       | 4:24,95 min  |
| 3000 m         | Antje Möldner (SC Potsdam)                                                                | 9:23,18 min  | Simret Restle (LG Eintracht Frankfurt)                                      | 9:26,21 min  | Melanie Kraus (TSV Bayer 04 Leverkusen)                                  | 9:32,60 min  |
| 60 m Hürden    | Judith Ritz (LAZ Leipzig)                                                                 | 8,15 s       | Anne-Kathrin Elbe (TSV Bayer 04 Leverkusen)                                 | 8,17 s       | Annette Funck (Hannover 96)                                              | 8,21 s       |
| 4 × 200 m      | TSV Bayer 04 LeverkusenAnne-Kathrin Elbe Mareike Peters Christine Schulz Sorina Nwachukwu | 1:36,56 min  | MTG MannheimAnne Möllinger Isabel Thielmann Julia Müller-Foell Nicole Knapp | 1:37,13 min  | USC MainzJessica Hochhaus Marion Wagner Stefanie Gubitz Maral Feizbakhsh | 1:38,24 min  |
| 3000 m Gehen   | Melanie Seeger (SC Potsdam)                                                               | 12:12,57 min | Jenny Grasse (Erfurter LAC)                                                 | 13:41,02 min | Sandra Krause (SC Potsdam)                                               | 14:10,31 min |
| Hochsprung     | Ariane Friedrich (LG Eintracht Frankfurt)                                                 | 2,01 m       | Annett Engel (SC Potsdam)                                                   | 1,87 m       | Julia Hartmann (TSV Bayer 04 Leverkusen)                                 | 1,84 m       |
| Stabhochsprung | Julia Hütter (LAZ Bruchköbel)                                                             | 4,60 m       | Anna Battke (USC Mainz)                                                     | 4,50 m       | Silke Spiegelburg (TSV Bayer 04 Leverkusen)                              | 4,40 m       |
| Weitsprung     | Melanie Bauschke (LG Nike Berlin)                                                         | 6,49 m       | Bianca Kappler (LC asics Rehlingen)                                         | 6,46 m       | Kathrin van Bühren (KSV Kelelaer)                                        | 6,32 m       |
| Dreisprung     | Anja Winter (LG Ohra-Hörselgas)                                                           | 13,33 m      | Sandra Busch (LAC Berlin)                                                   | 13,18 m      | Annelie Schrader (MTV Ingolstadt)                                        | 13,13 m      |
| Kugelstoßen    | Denise Hinrichs (TV Wattenscheid 01)                                                      | 18,81 m      | Petra Lammert (SC Neubrandenburg)                                           | 18,63 m      | Christina Schwanitz (SV Neckarsulm)                                      | 18,28 m      |
| Fünfkampf      | Lilli Schwarzkopf (LC Paderborn)                                                          | 4641 Punkte  | Claudia Tonn (LC Paderborn)                                                 | 4566 Punkte  | Sonja Kesselschläger(SC Neubrandenburg)                                  | 4523 Punkte  |